# 120 mm Artilleriegeschoss M829

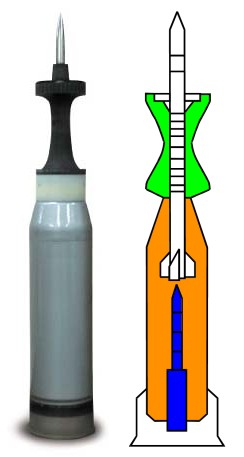
Aufbau der M829A3-Munition

Die 120-mm-Wuchtmunition M829 aus abgereichertem Uran ist die Primärmunition des Kampfpanzers M1 Abrams zur Bekämpfung schwer gepanzerter Ziele. Die ursprüngliche Version des Geschosses war ein Wuchtgeschoss der ersten Generation, neuere Versionen werden aufgrund ihrer verbesserten Eigenschaften zur zweiten und dritten Generation gezählt. Das Geschoss durchschlägt Panzerungen aufgrund seiner hohen kinetischen Energie, Sprengstoff ist nicht enthalten. Nach Angaben der US Army kann ein M829-Geschoss die Frontpanzerung jedes Panzerfahrzeuges durchschlagen.

## Entwicklungsgeschichte

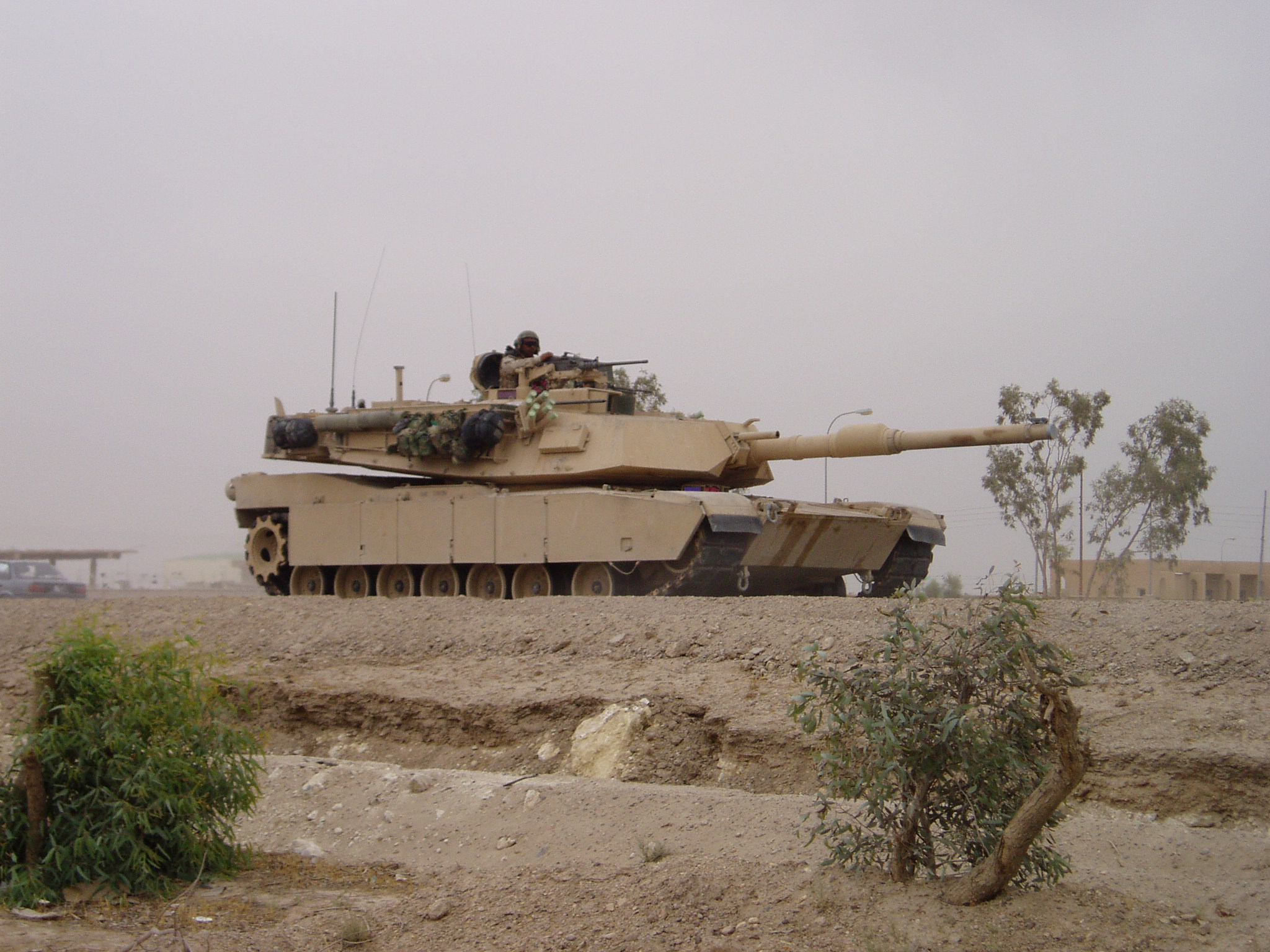
Abrams mit M256-Kanone im Irak

Die Entwicklung der M829-Munition geht auf Tests der US Army mit Unterkalibergeschossen für die 105-mm-Kanone M68 im Dezember 1977 zurück. Als Ergebnis wurde festgestellt, dass durch die Erhöhung des Längen-/Durchmesser-Verhältnisses von 15,5:1 auf 18:1 bei Beibehaltung des Penetratorkalibers von 24 mm eine wesentlich bessere Durchschlagsleistung erzielt wurde. Diese grundlegende Erkenntnis wurde zur Entwicklung zweier Geschosse verwendet: Des XM829 für 120-mm-Glattrohrkanonen und des XM833 für die existierenden 105-mm-Zugrohrkanonen. Nach der Entscheidung, die 105-mm-Kanone des M1 durch eine Lizenzfertigung der Rheinmetall 120-mm-Glattrohrkanone zu ersetzen, wurden die ersten Exemplare der XM829 mit Wolframkern im Juli 1979 in Deutschland getestet. Trotz gelegentlichem Versagen des Kerns bei hohen Temperaturen konnten hohe Durchschlagsleistungen erreicht werden.
Das amerikanische 120-mm-Programm war 1984 fast abgeschlossen und die Vorserienproduktion lief an. In diesem Jahr wurde auch der Technologietransfer erfolgreich demonstriert, als das Watervliet Arsenal 31 Waffenanlagen und 56 Rohre der Rheinmetallkanone als XM256 in Lizenz produzierte. Das Geschoss DM 13 wurde als XM827 in die US-Bezeichnung übernommen, wobei Wolfram als Schwermetalleinlage durch abgereichertes Uran ersetzt wurde. Letztlich wurde entschieden, sich auf das XM829-Wuchtgeschoss zu konzentrieren, da dies ein besseres Längen-/Durchmesser-Verhältnis besaß; der Treibsatz wurde vom Rheinmetall DM 13 übernommen und der Wolframkern durch abgereichertes Uran ersetzt. Nach Abschluss der Tests in Panama und auf dem Aberdeen Proving Ground wurden noch einige kleine Änderungen vorgenommen, danach lief die Serienproduktion für 8.500 Einheiten an. Kurz darauf begann ab August 1985 die Serienfertigung des M1A1 Abrams. Die wesentlichste Neuerung war der Austausch der 105-mm-Kanone M68 durch die lizenzgefertigte M256. Zu Übungszwecken wurde das KE-Übungsgeschoss DM 38 modifiziert und als M865 in Dienst gestellt.
Ende der achtziger Jahre folgte mit dem M829A1 eine verbesserte Version, um mit der Weiterentwicklung der Verbundpanzerung Schritt zu halten. Als die Bundeswehr nach dem Ende des Kalten Krieges T-72-Panzer aus den Beständen der Nationalen Volksarmee Beschusstests unterzog, gab dies den Anstoß für die Entwicklung der Version M829A2. Laut Leland Ness von der Jane’s Information Group konnten die M829-Geschosse der 120-mm-L/44-Glattrohrkanone die Frontpanzerung der Fahrzeuge nicht durchschlagen, wenn diese mit Kontakt-5-Reaktivpanzerung ausgestattet waren. Der Grund dürfte der Urankern des Geschosses selbst sein, da der Biegemodul von Uran dreimal niedriger als der von Wolfram ist, und Reaktivpanzerung eine Scherbelastung auf das dünne, lange Geschoss ausübt. Länder wie China, Frankreich oder Russland setzen deshalb sowohl Uran- als auch Wolframpenetratoren ein. Das M829A2 stellt den größten Entwicklungsschritt der Munitionsfamilie dar und wurde 1992/1993 eingeführt. Die aktuell produzierte Version M829A3 folgte erst 10 Jahre später, besitzt ein neues Treibladungspulver und erfüllt die Anforderungen an insensitive Munition.

## Überblick
Der typische Aufbau einer M829-Patrone ist im Bild rechts abgebildet. Der untere Teil besteht dabei aus dem Hülsenstummel aus Stahl (weiß), sowie dem hochenergetischen Treibmittel in der verbrennbaren Hülse (orange). In der Mitte befindet sich der Treibladungsanzünder (blau), welcher das Treibmittel zündet und das Abbrandverhalten desselben bestimmt. Das Geschoss selbst (weiß) wird von dem Treibspiegel (grün) durch das glatte Rohr geführt, zur Abdichtung wird ein Führungsband aus Nylon verwendet. Nach Verlassen der Mündung wird der Treibspiegel abgeworfen. Das Geschoss besteht aus einer ballistischen Haube an der Spitze, dem Penetrator in der Mitte und dem Leitwerk am Ende, welches einen pyrotechnischen Satz enthält. Da die M829-Munition nach STANAG 4385 entworfen wurde, kann sie von allen 120-mm-Glattrohrkanonen verschossen werden.

## Versionen

### M829

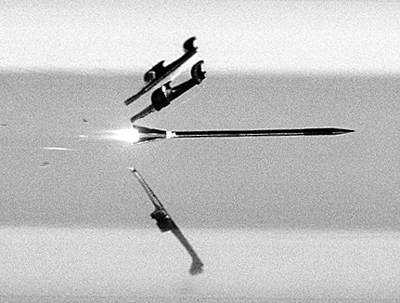
Vermutlich ein M829A1-Geschoss mit dreiteiligem Führungskäfig.

Die Ursprungsversion, die nach Abschluss der Entwicklung ab 1984 gefertigt wurde. Da die Entwicklung parallel zum XM833-Geschoss für die 105-mm-Zugrohrkanonen ablief, wird der Aufbau beider Geschosse identisch sein. Das Geschoss selbst besitzt eine gehärtete Stahlspitze und einen zylindrischen Körper aus Maraging-Stahl, welcher mit einer Uranlegierung gefüllt ist. Die am Los Alamos National Laboratory entwickelte Legierung besteht zu 99,25 % aus abgereichertem Uran und 0,75 % Titan, und wurde ursprünglich für die GAU-8/A Avenger entwickelt. Die Beimischung von Titan verhindert die Rissbildung bei der Bearbeitung des Materials und verbessert die Möglichkeiten der Wärmebehandlung sowie die Korrosionsresistenz. Bei einem Längen-/Durchmesser-Verhältnis von 18:1 und einem Durchmesser von 24 mm beträgt die Geschosslänge 432 mm. Zur Stabilisierung der Flugbahn ist der Penetrator mit einem sechsflügeligen Aluminiumleitwerk ausgerüstet, welches wie der vierteilige Treibspiegel aus Aluminium 7075-T6 besteht. Der Treibsatz ist mit dem deutschen DM 13 identisch und verwendet JA2 Schüttpulver. Er wird von einem in den USA entwickelten Treibladungsanzünder M125 gezündet. Das Treibladungspulver JA2 besteht zu 59,02 % aus Cellulosenitrat, 24,6 % Diethylenglycoldinitrat, 14,78 % Nitroglycerin, 0,7 % Methyldiphenylharnstoff (Akardit II), sowie zu je 0,5 % Bariumoxid und Graphit. Diese Version wird nicht mehr produziert.

### M829A1
Eine Version mit leichten Verbesserungen und wesentlich längerem Penetrator, die Einführung in den Truppendienst erfolgte Ende der 80er Jahre. Der vierteilige Treibspiegel wurde durch einen dreiteiligen Führungskäfig aus einer Aluminiumlegierung ersetzt. Das Längen-/Durchmesser-Verhältnis wurde auf etwa 31:1 erhöht. Der Durchmesser des Penetrators wurde dabei auf 22 mm reduziert, während seine Länge auf etwa 684 mm anstieg. Die Geschosslänge stieg auf 780 mm an. Das perforierte JA2-Treibladungspulver wird durch den modifizierten M129-Treibladungsanzünder gezündet. Die Patrone wird zum Schutz vor Umgebungseinflüssen in einem geschlossenen Stahlzylinder mit der Bezeichnung PA116 von Conco transportiert, welcher aus Korrosionsschutz- und Isolationsgründen einer Zink-Phosphatierung unterzogen wird. Aufgrund der hohen Durchschlagsleistung des Geschosses im Zweiten Golfkrieg bekam es von den Panzerbesatzungen den Spitznamen Silver Bullet (Wortspiel aus „Silberkugel“ und „perfekter Problemlöser“).

### M829A2

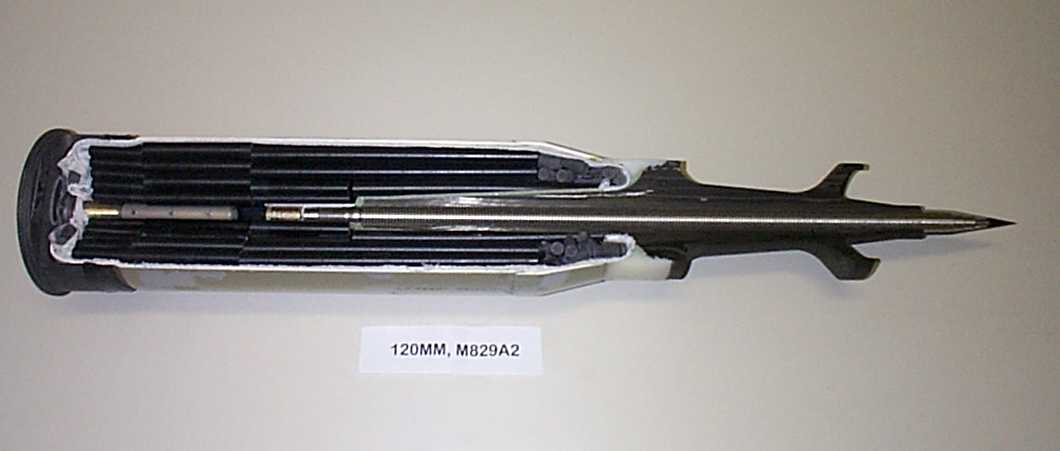
Eine aufgeschnittene M829A2-Patrone.

Stark verbesserte Version, wird in der Trivialliteratur auch als Super Depleted Uranium (SDU)-Penetrator bezeichnet. Die Einführung in den Truppendienst erfolgte 1992/1993, als Reaktion auf die Bundeswehr-Beschussversuche von T-72-Panzern mit Kontakt-5-Reaktivpanzerung. Mehreren Quellen zufolge soll ein neuer Fertigungsprozess für den DU-Penetrator zum Einsatz kommen, um seine „strukturelle Qualität“ zu verbessern. Vermutlich wurde auf ein Monoblock-Design gewechselt, wobei die Abmaße des Geschosses und das sechsflügelige Aluminiumleitwerk etwa gleich blieben. Das Los Alamos National Laboratory entwickelte bereits um 1989 eine Wolfram-Uran-Legierung, welche gegenüber der Uran-Titan-Legierung einen um 25 % höheren Elastizitätsmodul und eine um über 400 % gesteigerte Streckgrenze hatte. Die Pudermischung wird bei etwa 1350 °C in Form geschmiedet und benötigt im Gegensatz zur spröderen Uran-Titan-Legierung keine Wärmebehandlung während des Schmiedens. Das Mischungsverhältnis kann anhand von veröffentlichten Schnittbildern auf etwa 1:1 geschätzt werden. Die wesentlich gesteigerte Streckgrenze würde den Penetrator auch resistenter gegen die Scherbelastung machen, welche Reaktivpanzerung auf das dünne, lange Geschoss ausübt. Die Legierung hätte durch das Wolfram auch eine größere Dichte als typische Uranmunition aus einer Uran-Nickel-Zink-Legierung. Zum ersten Mal in einem APFSDS-Geschoss wurde der vierteilige Treibspiegel aus kohlenstofffaserverstärktem Kunststoff gefertigt. Die Matrix besteht dabei aus einem Epoxidharz, das Bauteil wird vermutlich im Spritzpressverfahren hergestellt. Die JA2-Treibladung besteht aus einer Kombination von Stangen- und Schüttpulver und wird von einem Treibladungsanzünder M129 gezündet.

### M829A3
Die M829A3 wurde seit März 2003 produziert. Über das Geschoss ist recht wenig bekannt. Laut Hersteller soll das Projektilgewicht von 7,9 kg beim M829A2 auf 10 kg angestiegen sein, was auf einen schwereren Penetrator schließen lässt. Ziel war, das parasitäre Gewicht des Treibspiegels um 20 % zu reduzieren und die Mündungsgeschwindigkeit um 10 % gegenüber dem M829A2 zu erhöhen. Zur Herstellung des Führungskäfiges wurde das neu entwickelte RAIL-Verfahren (Rapid Automated Induction Lamination) angewendet: Das mit dem Thermoplast Polyetherimid (PEI) getränkte CFK-Laminat wird zuerst über einer Widerstandsheizung erwärmt. Im nächsten Schritt wird das Laminat durch eine Induktionsheizung auf Bearbeitungstemperatur gebracht, und dann in ein Gesenk gelegt. Dort wird es in Form gebracht und gekühlt, sodass der Verbund die Glasübergangstemperatur unterschreitet und das Bauteil erstarrt. Zusätzlich verfügt die Patrone über ein effektiveres, stabförmiges Treibladungspulver mit der Bezeichnung RPD-380, welches über den Treibladungsanzünder M123A1 gezündet wird. RPD-380 besteht aus etwa 59 % Cellulosenitrat, 25 % Nitroglycerin und 15 % Diethylenglykoldinitrat. Die restlichen Spezies machen 1 % der Mischung aus. Die noch 1997 von der US Army gewünschte Kerbung der Treibladungsstäbe wurde bereits 1998 wieder aufgegeben. Der Hersteller gibt auch eine Verbesserung der Schusspräzision an. Ein weiterer Fortschritt wurde in Kombination mit dem Munitionscontainer erzielt, welcher die M829A3 zur insensitiven Munition nach STANAG 4439 macht. Die Patrone kann dadurch auch bei Feindbeschuss relativ gefahrlos transportiert werden. Der neue Transportcontainer vom Typ PA171 besteht aus einem Stahlzylinder mit zwei Blow-Out-Panels aus einem glasfaserverstärkten Ionomer auf Polyethylen-Basis. Beim schnellen und langsamen cook off (engl. fast/slow cook off, FCO/SCO) sowie dem Einschlag von Gewehrmunition (engl. bullet impact, BI) brennt die Munition nur ab, statt wie die M829A2/PA116 zu explodieren. Der Einschlag von Splittern (engl. fragment impact, FI) führt nur noch zur Deflagration, während die Detonation eines benachbarten Geschosses wie auch der Einschlag einer Hohlladung zur Explosion der Munition führt. Gegenüber der M829A2/PA116, welche in allen drei Fällen detoniert, konnten die Auswirkungen somit etwas reduziert werden.

### M829A4
Mit Beginn der Entwicklung des XM1202 Mounted Combat System wurden drei Munitionsarten postuliert, welche durch seine XM360 120-mm-Glattrohrkanone verschossen werden sollten: Das Advanced Kinetic Energy (AKE) Geschoss, die Advanced Multi-Purpose (AMP) Munition und die Mid-Range Munition (MRM). Während das Future Combat Systems Programm inzwischen eingestellt wurde, werden die Munitionsarten weiter zur Serienreife entwickelt. General Dynamics Ordnance and Tactical Systems und Alliant Techsystems bewarben sich für den Auftrag zur Entwicklung der AKE-Munition, später als M829E4 geführt, wobei Alliant Techsystems (ATK) im Juli 2011 den Zuschlag erhielt. Im Oktober 2015 wurde die neue Version von der US Army akzeptiert und wird seit Dezember 2015 produziert. Die M829A4 soll erhöhte Fähigkeiten aufweisen, Panzer mit neuster Reaktivpanzerung zu bekämpfen; sie weist in vielen Punkten starke Ähnlichkeit mit ihrem Vorgänger auf. Größter Unterschied ist die Einführung eines „Ammunition Data Link“ (ADL), der das Senden von Informationen vom Feuerleitsystem des M1 Abrams zur Munition ermöglicht.

## Datentabelle
Die nachfolgende Tabelle listet die zugänglichen Daten der M829-Munitionsfamilie auf, wie sie beispielsweise vom Hersteller Alliant Techsystems (ATK) angegeben werden. Die Daten zeugen allerdings von großer Kreativität: So gibt ATK für das M829A1 eine Projektil- und Penetratorlänge von 780 mm an, was unmöglich ist, da das Projektil noch eine ballistische Haube sowie das Leitwerk mit dem Leuchtspursatz enthält, und der Penetrator deshalb kleiner als das Geschoss sein muss. Die Erhöhung der Mündungsgeschwindigkeit des M829A3 um 10 % gegenüber dem M829A2 geht ebenfalls nicht aus den Daten hervor.
| Indienststellung               | 1984                                               | Ende 80er Jahre        | 1992                                        | 2003             | vstl. 2014 |
| Patrone                        |                                                    |                        |                                             |                  |            |
| Patronengewicht                | 18,66 kg                                           | 20,90 kg               | N/A                                         | 22,30 kg         | N/A        |
| Patronenlänge                  | 935 mm                                             | 984 mm                 | 984 mm                                      | 982 mm           | N/A        |
| Transportcontainer             | keiner                                             | PA116                  | PA116                                       | PA171 (IM)       | N/A        |
| Geschoss                       |                                                    |                        |                                             |                  |            |
| Projektilgewicht               | 7,03 kg                                            | 9,0 kg                 | 7,9 kg                                      | 10,0 kg          | N/A        |
| Projektillänge                 | 615 mm                                             | 780 mm                 | 924 mm                                      | 924 mm           | N/A        |
| Treibspiegel                   | Alu, 4-teilig                                      | Alu, 3-teilig          | CFK, 4-teilig                               | CFK, x-teilig    | N/A        |
| Penetratorgewicht              | N/A                                                | 4,6 kg                 | N/A                                         | N/A              | N/A        |
| Penetratorlänge                | ~ 432 mm                                           | ~ 684 mm               | N/A                                         | N/A              | N/A        |
| Penetratordurchmesser          | 24 mm                                              | 22 mm                  | N/A                                         | N/A              | N/A        |
| Längen-/Durchmesser-Verhältnis | ~ 18                                               | 31                     | N/A                                         | N/A              | N/A        |
| Wahrscheinlicher Aufbau        | Stahlgehäuse mit Uran-Titan-Legierung (99,25:0,75) | vmtl. wie M829         | Monoblock aus Wolfram-Uran-Legierung (~1:1) | vmtl. wie M829A2 | N/A        |
| Treibsatz                      |                                                    |                        |                                             |                  |            |
| Treibladung                    | JA2 19-fach perforiert                             | JA2 19-fach perforiert | JA2 19-fach perforiert                      | RPD-380          | N/A        |
| Treibladungsanzünder           | M125                                               | M129                   | M129                                        | M123A1           | N/A        |
| Treibladungsgewicht            | 8,1 kg                                             | 7,9 kg                 | 8,7 kg                                      | 8,1 kg           | N/A        |
| Kammerdruck                    | 5100 bar                                           | 5600 bar               | 5655 bar                                    | N/A              | N/A        |
| Mündungsgeschwindigkeit        | 1670 m/s                                           | 1575 m/s               | 1680 m/s                                    | 1555 m/s         | N/A        |